# Fonte Multiple master
Une fonte Multiples master (fonte MM) est une fonte de caractères dont le format est une extension du format de fontes PostScript Type 1 d’Adobe Systems, contenant un ou plusieurs versions dites maitres (masters) — c'est-à-dire styles de fontes originaux — et permettent à l’utilisateur d’interpoler ces styles de fontes le long d’étendue continue d’axes. Ces axes (le gras, la largeur, la taille optique, etc.) peuvent être ajustés selon les besoins dans les applications capables d’utiliser ce format de fonte. 
Elles sont maintenant majoritairement remplacées par le format plus avancé OpenType. 